# Уетор-Сантільян
Уетор-Сантільян (ісп. Huétor Santillán) — муніципалітет в Іспанії, у складі автономної спільноти Андалусія, у провінції Гранада. Населення — 1891 особа (2010).
Муніципалітет розташований на відстані близько 360 км на південь від Мадрида, 8 км на північний схід від Гранади.
На території муніципалітету розташовані такі населені пункти: (дані про населення за 2010 рік)
- Уетор-Сантільян: 1841 особа
- Ель-Молінільйо: 8 осіб
- Прадо-Негро: 42 особи

## Демографія
Динаміка населення (INE ):

## Галерея зображень

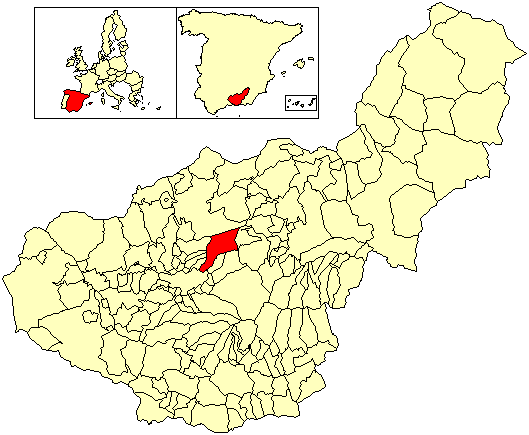
Розташування муніципалітету Уетор-Сантільян у провінції Гранада
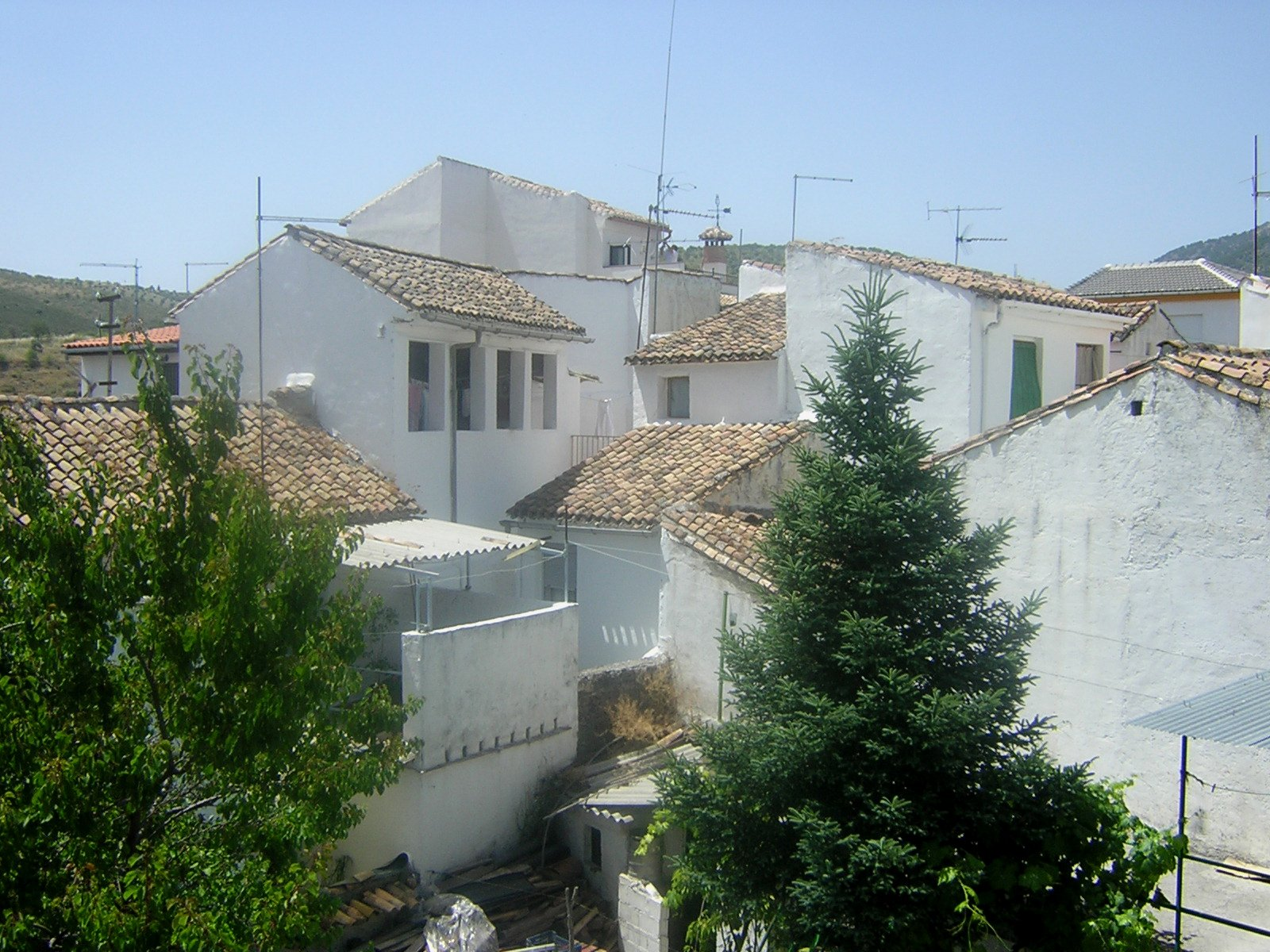
Уетор-Сантільян